# Louis-Gaston de Sonis
Pour les articles homonymes, voir Sonis.
Louis-Gaston de Sonis, comte romain et de Sonis (1er, 1880), né à Pointe-à-Pitre le 25 août 1825 et mort à Paris le 15 août 1887, est un général de division de l'armée française qui s'est particulièrement illustré lors de la bataille de Loigny durant la guerre de 1870, où il perdit une jambe.
Son procès en béatification est ouvert en 1928.

## Histoire familiale
Louis-Gaston de Sonis est né dans une famille d'ancienne bourgeoisie originaire de Guyenne, passée aux Antilles au XVIIIe siècle, puis en Bretagne, issue de Jean de Sonis (1676-1766), maître écrivain, juré de Bordeaux (Gironde).

## Biographie
Louis-Gaston de Sonis est né à la Guadeloupe. Il est le fils de Jean-Baptiste de Sonis (1795-1844), officier de l'armée et de Marie Elisabeth Sylphide de Bébian, veuve en premières noces de Charles Joseph Janvre de Lestortière, dont elle avait une fille, Charlotte Joséphine.
Il s'installe en métropole au Prytanée militaire pour y faire ses études. Il intègre le collège de Juilly puis l'École spéciale militaire de Saint-Cyr, promotion 1844-1846, à la sortie de laquelle il rejoint l'École d'application de Cavalerie à Saumur. Il en sort sous-lieutenant et rejoint le 5e régiment de hussards basé à Castres en 1848.
Sollicité par ses camarades de s'affilier à la franc-maçonnerie, ignorant les condamnations de l'Église qui la frappent, il est initié par la loge maçonnique du Grand Orient de France et s'affilie dès son arrivée en 1848 à la très républicaine loge l’Harmonie universelle à Castres. Remplaçant régulièrement le 1er surveillant, il est élu 2e maître des cérémonies le 16e jour du 10e mois de 5848 (16 décembre 1848). Il claque avec fracas la porte de cette organisation quelques mois plus tard : « […] c'est un piège ! […] Vous n'avez pas tenu vos promesses ; je suis délié des miennes. Vous ne me reverrez plus. Bonsoir ! » De son passage de neuf mois dans la franc-maçonnerie, il conserve un mauvais souvenir et déconseillera plus tard à ses fils d'y adhérer : « Le père de famille veillera avec soin à ce qu'aucun des siens ne fasse partie d'une société secrète » (Mémoire).
Il épouse le 18 avril 1849, à Castres, Jenny Antoinette Anaïs Roger, née à Saissac (Aude) le 29 juillet 1831, fille de Jean Louis Prosper Roger, avocat et notaire à Castres, et de Françoise Antoinette Aglaé Meyran, qui lui donnera 12 enfants : Marie (1850), Gaston (1851), Henri (1853), Albert (1854), Marie-Thérèse (1857), Madeleine (1858), Marthe-Carmel (1861), Joseph (1863), Jean-Marie (1864), Germaine (1866), François (1867), Philomène (1869). Elle lui survit 40 ans et meurt à Chartres le 21 janvier 1927.
Après Paris, puis Limoges, il est nommé capitaine au 7e Hussards en 1854 et quitte Limoges pour l'Algérie. Il s'établit à Alger et participe à l'expédition de la Kabylie lors de la campagne de 1857. Après l'attaque d'El-Amiz et la soumission des Beni-Raten, il conduit une messe d'action de grâces. Louis-Gaston de Sonis est ensuite désigné pour la campagne d'Italie de mai à août 1859. Il commande la charge de son escadron lors de la bataille de Solférino. En octobre 1859, il se porte volontaire pour la campagne du Maroc, durant laquelle son principal ennemi sera le choléra. En 1860, Sonis est nommé commandant supérieur du cercle de Tenez, puis de Laghouat et enfin de Saïda. En 1865 il participe au combat de Metlili et conduit une expédition dans le désert en 1866. En 1869, il dirige le combat d'Ain-Madhi.
De retour en France dans le contexte de la guerre de 1870-1871, il est nommé général commandant le 17e Corps d'armée de l'armée de la Loire. Il est à Rennes (1871-1874), Saint-Servan (1874-1880), Châteauroux et Limoges (1880-1883), ne se mettant en disponibilité, malgré ses douloureux problèmes physiques, que du fait de son refus de participer à la désagrégation des communautés religieuses à laquelle l'armée et donc les troupes sous son commandement doivent prêter main-forte. Sonis est fait grand officier malgré lui : il veut se retirer de la vie publique et militaire, mais le général Gallifet refuse sa démission. Les quatre dernières années de sa vie se passent à Paris dans une atmosphère très religieuse.
Cet officier très pieux est connu aussi pour avoir combattu en 1870 à la tête des Zouaves pontificaux et des Volontaires de l'Ouest sous l'étendard du Sacré-Cœur de Jésus et la devise Miles Christi (soldat du Christ), aux côtés du futur général de Charette. Grièvement blessé lors du combat, il passa la nuit, par -20°, sur le champ de bataille de Loigny à rassurer les soldats blessés eux aussi autour de lui. On lui amputa la jambe gauche le 4 décembre 1870. Il est anobli par le pape Léon XIII et titré « comte romain et de Sonis » en 1880.
La même année, à Châteauroux, il se fait mettre en disponibilité pour protester contre l'expulsion des religieux de France.

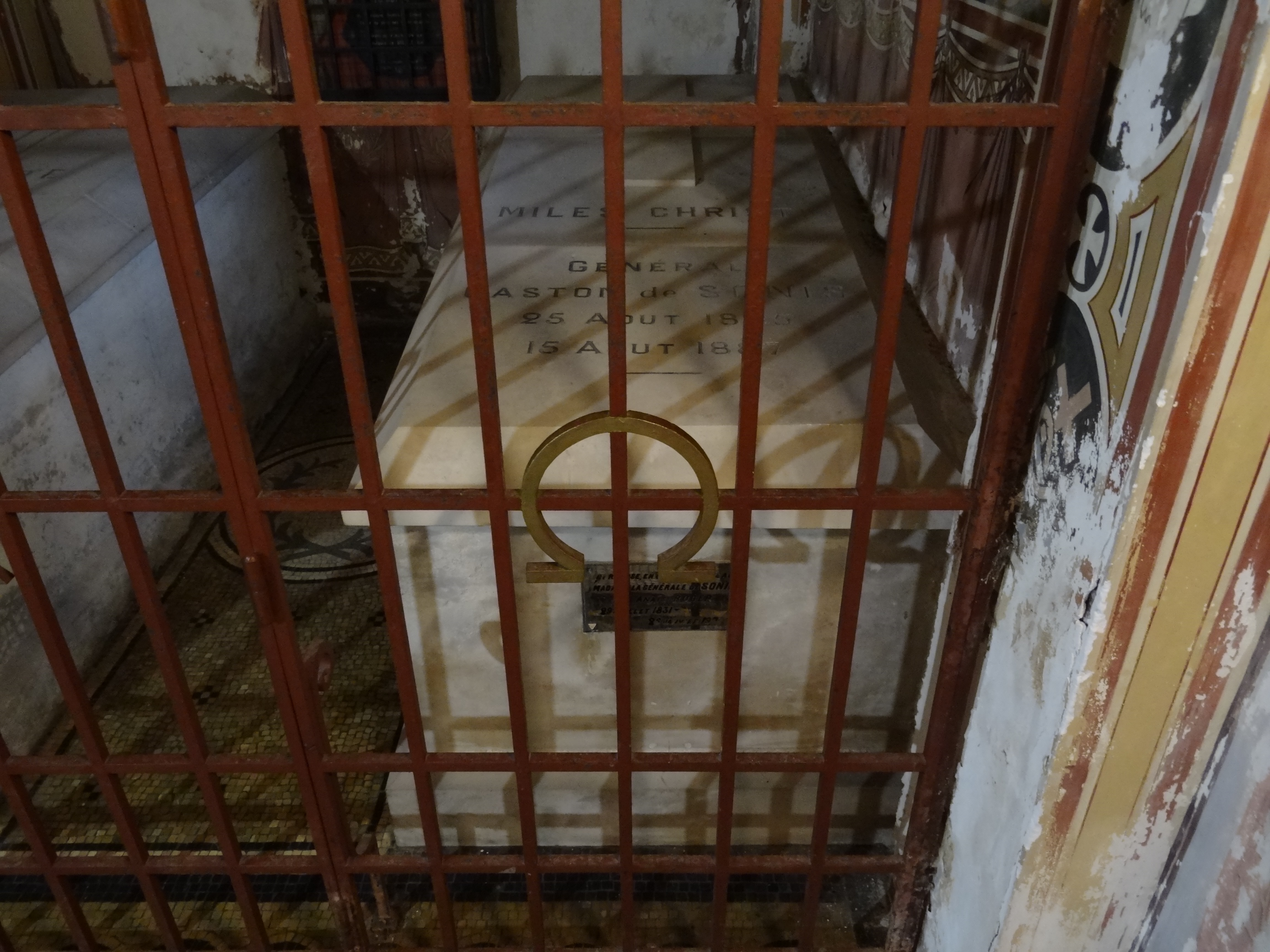
Le tombeau de Louis-Gaston de Sonis dans la crypte de l'église Saint-Lucain de Loigny-la-Bataille (Eure-et-Loir).

En 1883, du fait de ses infirmités, il doit quitter le commandement actif et devient membre d'une commission au ministère de la Guerre à Paris, où il meurt en 1887. Son corps est inhumé à Loigny-la-Bataille, dans la crypte de l'église Saint-Lucain, près des zouaves pontificaux et soldats tombés à la bataille du 2 décembre 1870. Sur la pierre tombale est gravée l'inscription « Miles Christi » (Soldat du Christ).
Il est le beau-frère de Charles Flandin, docteur en médecine, père d'Étienne Flandin, magistrat, député de l'Yonne puis sénateur des Indes françaises, puis résident général de France en Tunisie lui-même père de Pierre-Étienne Flandin, 113e président du Conseil des ministres français.

## Distinctions
- Grand officier de la Légion d'honneur (12 juillet 1880)[9]

## Postérité

### Cérémonies officielles et commémorations

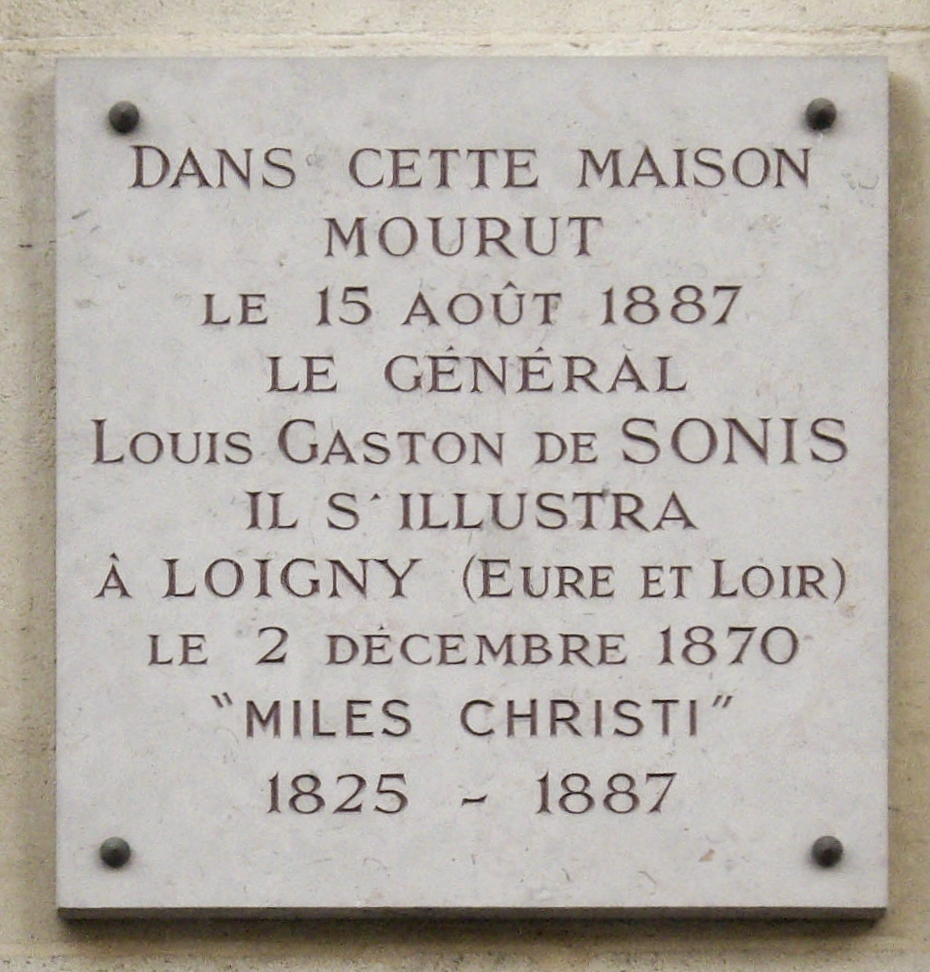
Plaque commémorative apposée au no 2 de la rue de Sontay à Paris, où mourut le général de Sonis.

- Tous les ans, le dimanche le plus proche du 2 décembre, a lieu une cérémonie officielle à Loigny-la-Bataille pour rendre hommage au général de Sonis et aux autres combattants. Il s'agit de la dernière commémoration présidée par des autorités militaires et civiles à se perpétuer pour une bataille de la guerre de 1870.[réf. nécessaire]
- Depuis 2002, la corniche de l'ICES porte le nom du général de Sonis.[réf. nécessaire]
- Le site de 9 hectares d'une des anciennes casernes militaires d'Orléans, devenu une ZAC, porte le nom de « Quartier Sonis[10] ».
- Un grand voilier trois mâts, construit en 1902 par la Société nouvelle d’armement pour la Compagnie française de navigation a porté le nom de « Général de Sonis[11] ». Il a été détruit en 1932.
- Il est représenté sur une mosaïque de la chapelle Saint-Joseph de la cathédrale de Lille ainsi que sur un vitrail de la chapelle axiale de la basilique Notre-Dame-du-Sacré-Cœur d'Issoudun.
- Une allée à Chartres porte son nom.
- Une rue de Nantes porte son nom (rue Général-de-Sonis).

### Armes de la famille de Sonis
- « d'azur à la fasce haussée d'argent, surmontée de 3 étoiles de même rangées en chef, et accompagnées en pointe d'un lion rampant d'or »